# Денят на Чакала
 Тази статия е за романа.  За филма вижте Денят на Чакала (филм).  
„Денят на Чакала“ (на английски: The Day of the Jackal) е първият роман на английския писател Фредерик Форсайт. Разказва за френската терористична група ОАС от началото на 1960-те, която иска да убие френския президент Шарл дьо Гол.

## Сюжет
... През пролетта на 1962 г., след Евианските споразумения, френският президент Шарл дьо Гол се оттегля от Алжир, бивша френска колония и тя става независима държава. Повечето хора по света гледат на това като жест на добра воля, французите единодушно подкрепят президента за спирането на безсмислената война, но някои френски военни го смятат за предателство. Недоволните войници и офицери се включват в тайната терористична организация ОАС с основна цел – да унищожат „предателя“ дьо Гол.
Срещу президента са организирани няколко опита за убийство, като в резултат на един от тях, дьо Гол е почти убит. Но напразно, френското контраразузнаване работи перфектно, разкривайки много от покушенията още на етап планиране. След това ръководителят на ОАС, полковник Марк Роден, решава да направи силен ход. Осъзнавайки, че в ОАС има много шпиони на правителството, полковникът заедно с двама от най-близките си сътрудници наема убиец. Този англичанин е един от най-добрите наемни убийци в света. За сума в размер на 500 хиляди долара убиецът се съгласява да убие дьо Гол, и англичанинът ще оперира под името „Чакала“. Полковник Родин е уверен в успеха, след като само 4 души в света знаят за мисията на Чакала, френското разузнаване нищо не може да предприеме по отношение на убиеца, защото нищо няма да бъде известно предварително.
... Чакала осъзнава, че охраната е винаги нащрек за дьо Гол, след като вече са станали няколко опита за убийство. Но веднъж годишно, гордият генерал трябва да се появи на публично място, на главния площад на Париж, за да връчи награди на ветераните. Там, в този ден и час, Чакала има шанс да застреля Шарл дьо Гол.
Убиецът започва задълбочена подготовка. Той отива в Европа за закупуване на пушка с оптичен мерник, фабрикуване на фалшиви документи с различни имена. Чакала не е фанатик, той очаква да изпълни заповедта и да избегне възмездието. Съвсем случайно френските тайни служби успяват да научат, че ръководството на ОАС наело убиец да убие президента. Всички сили на държавата са хвърлени в търсене на този човек, а общото управление на операцията поема най-добрият полицейски комисар във Франция, Клод Лебел. Той почти издебва неуловимия Чакал, но наемният убиец успява да избяга и да се загуби в огромното човешко море на Париж.
... Идва решаващият ден. Маскиран Чакала прониква през полицейските кордони, а скоро и в прицела на пушката му е високият генерал с пагон с две златни звезди – френският президент Шарл дьо Гол. Изглежда, че спасяването на живота на президента вече не е възможно, но в последния момент комисар Лебел нахлува в апартамента, където е Чакала, и го убива…
| „ | Денят на Чакала свърши. | “ |

## Филмови адаптации
Романът е екранизиран на два пъти: през 1973 г. (Денят на Чакала, реж. Фред Зинеман) и през 1997 (Чакала, реж. Майкъл Кейтън-Джоунс). Най-известната е филмовата версия от 1997 г., като в нея участват Ричард Гиър, Сидни Поатие и Брус Уилис.
Филмът на Кейтън-Джоунс е далеч от оригинала, и от този на режисьора Фред Зинеман, затова Фредерик Форсайт иска промяна на името му – от „Денят на Чакала“ в „Чакала“.